# Willie Greene
Willie Louis Greene (né le 23 septembre 1971 à Milledgeville, Géorgie, États-Unis) est un ancien joueur de baseball ayant évolué pour quatre équipes dans les Ligues majeures, de 1992 à 2000.

## Carrière
Willie Greene fut sélectionné en première ronde (18e au total) par les Pirates de Pittsburgh en 1989. Alors dans les ligues mineures avec cette organisation, il est échangé le 8 août 1990 aux Expos de Montréal, en compagnie du lanceur de relève Scott Ruskin et du voltigeur Moisés Alou, dans une transaction permettant aux Pirates d'acquérir le lanceur partant gaucher Zane Smith.
Les Expos cèdent Greene aux Reds de Cincinnati le 11 décembre 1991 en compagnie du joueur de champ extérieur Dave Martinez et de Scott Ruskin, en retour des lanceurs John Wetteland et Bill Risley.
À Cincinnati, Greene fait ses débuts dans les majeures en 1992 et devient un joueur régulier au troisième but à partir de 1996. 
Le 24 septembre 1996, il frappe 3 coups de circuit dans un même match, dans un gain des Reds, 6-3 à Cincinnati sur les Cubs de Chicago.
Échangé par les Reds le 10 août 1998 pour le voltigeur Jeffrey Hammonds, Greene termine la saison avec les Orioles de Baltimore.
Il s'aligne avec les Blue Jays de Toronto en 1999 et les Cubs de Chicago, en 2000.